# 中华花鳅
中华花鳅（学名：Cobitis sinensis），又名斑鰍、中華鰍，俗稱沙鰍、沙溜（閩南語），为鳅属的鱼类。分布于越南（北部）、台湾（多分布於中央山脈以西的地區）、中國（珠江、元江、海南岛、闽江、钱塘江、长江及黄河、海河中下游、嘉陵江和渠江上游、在甘肃、陕西、云南也有分布），多栖息于平原或宽谷地区的小河沙底清水河。典型體長約7.2公分，最長可達15公分。该物种的模式产地在四川西部。
其种加词“sinensis”意为“中华的”。

## 扩展阅读
- 黄河土著鱼类列表

## 外部連結
- 台灣魚類資料庫（页面存档备份，存于）